# 唐淼 (1990年10月)
唐淼（1990年10月16日—），男，辽宁大连人，中国足球运动员。现效力中国足球超级联赛球队广州城，司职邊后衛。

## 俱乐部生涯
唐淼出生在大连，6岁开始在大连西岗体校学习踢球。2002年底，他加盟北京国安，成为北京国安U12的成员。
2010年，唐淼入选由北京国安二队组成的卫星球队北京国安精英参加新加坡职业足球联赛，开始职业足球生涯。但是，在9月7日北京国安精英和幼狮足球队的联赛比赛中，双方发生群殴事件。唐淼也牵涉到斗殴事件，不过由于不是主动参与，最终仅被罚款2000新加坡元而没有被给予停赛处罚。 赛季结束后，他被北京国安解约。
2011年初，唐淼前往中国足球超级联赛球队深圳红钻试训長達一個月， 在3月份转会窗关闭之前，他加盟刚刚降级到中国足球甲级联赛并将主场迁到深圳的深圳凤凰。3月27日，他在2011赛季中甲联赛第一轮深圳凤凰主场1比1战平沈阳东进的比赛中替补张烁登场，第一次在中国职业联赛亮相。 之后由于深圳凤凰在年中遭遇财政危机，由富力集团收购并将主场迁至广州并改名为广州富力。2011赛季，球队主力边后卫刘成的受伤和主教练李树斌给了唐淼更多的出场机会，他出场17次，帮助球队以联赛亚军的成绩重返中超联赛。
2012年6月23日，唐淼在广州富力主场2比3不敌青岛中能的比赛中射进他在中国职业联赛的首个进球。

## 国家队生涯
2012年5月23日，唐淼首次入选中国国家足球队集训名单，以备战6月初和西班牙以及越南的国际友谊赛。 6月8日，唐淼在中国3比0击败越南的比赛第87分钟替补于海出场，第一次代表成年国家队亮相。2021年，为备战3月开踢的卡塔尔世预赛亚洲区40强赛下半程比赛，中国男足将于1月22日至2月10日在海口展开2021年首期集训，他入选27人名单。

## 個人生活
唐淼的雙胞胎哥哥唐鑫也是職業球員，现在效力于贵州恒丰智诚。